# Williamson-Halbinsel
Die Williamson-Halbinsel ist eine vereiste Halbinsel in der Mitte der Südküste der Thurston-Insel vor der Eights-Küste des westantarktischen Ellsworthlands. Sie erstreckt sich zwischen der Schwartz Cove und der O’Dowd Cove in das in den Peacock-Sund hineinreichende Abbot-Schelfeis.
Das Advisory Committee on Antarctic Names benannte sie 2003 nach Lieutenant Commander H. E. Williamson, medizinischer Offizier auf dem Flugzeugmutterschiff USS Pine Island in der Ostgruppe der Operation Highjump (1946–1947) der United States Navy.